# Банка на Албания
Банка на Албания (на албански: Banka e Shqipërisë) е централната банка на Република Албания.
Нейната централа се намира в столицата Тирана и има пет клона в различни населени места в страната. Основната ѝ дейност е да поддържа ценова стабилност. Официално тя съществува като „Банка на Албания“ от 22 април 1992 година.

## История

### Създаване и първи стъпки
Първата централна банка на Албания е основана през 1913 година. Тогава правителството на Исмаил Кемали подписва договор с представители на австро-унгарската и италианската банкови групи. На този първи опит е сложен край след избухването на Първата световна война и несигурната политическа обстановка по онова време.

### Национална банка на Албания (1925-1945)
През 1925 година е възстановена дейността на тази институция под новото име „Национална банка на Албания“. Това става възможно след договор между Мифит Либохова и италианска финансова група. Централната администрация на банката е разположена в Драч и има административен комитет със седалище в Рим. Тази банка пуска първото обръщение на албанска валута, което се случва през февруари 1926 година. Това е златният франк, който е официалната парична единица. С по-ниска номинална стойност са паричните единици лек и цент, като един златен франк е равен на 5 лека и 100 цента.
Дейността на Националната банка на Албания не се ограничава само до контрол върху националната валута и поддържането на златен стандарт – прехвърлянето на банкнотите в злато или други силни валути като долара, лирата и паунда. Тя също извършва кредитни функции, запазвайки монополно влияние до 1938 година.

### Държавна банка на Албания (1945-1990)
През 1945 година са приети законови промени, който позволяват Националната банка на Албания да бъде национализирана. На 3 януари 1945 година е одобрен закона за банката, който променя името ѝ на „Държавна банка на Албания“ и ѝ предоставят търговски функции и правото да бъде централна банка. В тази форма, институцията продължава да съществува до 1990 година, когато се сменя политическия режим в страната. През периода на своето съществуване, банката следва програмата на социалистите за развитие на икономиката.

### Банка на Албания (след 1992 г.)
С края на социалистическия режим в страната започва трансформация на нейната икононика. Тя преминава от държавна собственост в свободен пазар. Тези промени оказват влияние върху банковата система в държавата. На 22 април 1992 година е основана „Банка на Албания“, новата централна банка на страната. Впоследствие тя се развива по западен модел и според препоръки от международни организации.

## Функции
Банката на Албания изпълнява следните фукции:
- отговаря за формирането и прилагането на паричната политика на държавата;
- поддържа обръщението на официалната парична единица;
- поддържа чуждестранния резерв на републиката;
- определя курса на обмяна на националната валута с чуждестранни валути;
- грижи се за стабилността на банковата система;
- тя е официален банкер и финансов съветник на Република Албания.[2]

## Управител и Контролен съвет
Банката се управлява от Контролен съвет, който се състои от девет души. Председателят на този съвет е Управител на банката и се назначава от Народното събрание на Албания по предложение на Президента на държавата. Мандатът на управителя е седем години с право да бъде подновен за нов срок. Управителят отговаря пред Контролния съвет за прилагането на решенията на съвета и има правото да прилага действия, които са необходими за управлението и операциите на банката.

## Централа, клонове и центрове
Централата на банката е разположена на площад Скендербег в Тирана. Нейната сграда е дело на известния италиански архитект Виторио Балио Морпурго и е изградена в стила на Рационализма. Строежът ѝ започва през февруари 1937 година, а официалното ѝ откриване е на 30 октомври 1938 година.
Банката има клонове в населените места Шкодра, Елбасан, Аргирокастро, Корча и Люшня. В град Берат разполага с тренировъчен и изследователски център.

## Международни отношения
- Група на Световната банка – присъединява се през октомври 1991 година.[5]
- Международен валутен фонд – присъединява се на 15 октомври 1991 година.[6]